# Thiên thể Troia của Sao Hải Vương

Sơ đồ các thiên thể Troia của Sao Hải Vương và các plutino.

Các thiên thể Troia của Sao Hải Vương là các thiên thể Troia có quỹ đạo xung quanh Mặt Trời nằm ở những điểm Lagrange cân bằng bền của Sao Hải Vương. Chúng có chu kỳ quỹ đạo giống như Sao Hải Vương và đi theo đường quỹ đạo tương tự. 17 thiên thể Troia của Sao Hải Vương hiện đã được biết đến, trong đó 9 thiên thể nằm ở điểm Lagrange L4 60° trước Sao Hải Vương. Các thiên thể Troia của Sao Hải Vương còn được gọi tắt theo tiếng Anh là "trojan" tương tự như các thiên thể Troia của Sao Mộc.
Sự khám phá ra 2005 TN53 trên quỹ đạo có độ nghiêng cao (>25°) có ý nghĩa lớn, bởi nó cho thấy một đám mây chứa nhiều thiên thể Troia của Sao Hải Vương (Các thiên thể Troia của Sao Mộc có thể có quỹ đạo với độ nghiêng lên đến 40°) cho thấy chúng bị bẫy lại ở các điểm Lagrange của Sao Hải Vương thay vì được hình thành tại chỗ hoặc do va chạm. Các thiên thể Troia lớn của Sao Hải Vương, với bán kính cỡ 100 km, có thể có số lượng nhiều hơn ở Sao Mộc một bậc độ lớn.
Trong năm 2010, lần đầu tiên thiên thể Troia nằm ở điểm Lagrange L5 của Sao Hải Vương được phát hiện, và được đặt tên là 2008 LC18. Vùng xung quanh điểm Lagrange L5 của Sao Hải Vương rất khó quan sát bởi vì nó nằm dọc theo tầm nhìn đến trung tâm của Ngân Hà, nơi có mật độ sao dầy đặc.
Phi thuyền New Horizons đã có thể tiếp cận 2011 HM102; đây là thiên thể Troia ở điểm L5 của Sao Hải Vương được phát hiện năm 2014, và được quan sát bởi New Horizons khi nó đi qua khu vực này trên đường đến Sao Diêm Vương. Tuy nhiên, New Horizons có thể không có đủ băng thông cho tín hiệu truyền về, vì vậy nó đã được ưu tiên cho chuyến bay ngang qua Sao Diêm Vương.

## Phát hiện và thăm dò
Năm 2001, thiên thể Troia đầu tiên của Sao Hải Vương đã được phát hiện là 2001 QR322, nằm gần khu vực điểm Lagrange L4 của hành tinh này. Phát hiện này đã giúp phát lộ ra nhóm các vật thể nhỏ thứ năm trong Hệ Mặt Trời. Trong năm 2005, việc phát hiện 2005 TN53 trên quỹ đạo có độ nghiêng cao đã chỉ ra rằng các thiên thể Troia của Sao Hải Vương nằm trong đám mây dày - thông tin này giúp giới hạn phạm vi xác định nguồn gốc của chúng.
Ngày 12 tháng 8 năm 2010 thiên thể Troia ở điểm Lagrange L5 đầu tiên, 2008 LC18, đã được công bố. Nó được phát hiện bởi một cuộc khảo sát chuyên biệt, quét các vùng có ánh sáng từ các ngôi sao gần tâm Ngân Hà bị che khuất bởi những đám mây bụi. Kết quả này cho thấy rằng các thiên thể Troia lớn ở điểm L5 cũng có số lượng nhiều như ở điểm L4, càng giúp giới hạn lựa chọn các mô hình về nguồn gốc của chúng.
Phi thuyền New Horizons đã có thể điều tra kỹ hơn một thiên thể Troia ở điểm Lagrange L5, được phát hiện vào năm 2014, khi nó đi qua khu vực này trên đường đến Sao Diêm Vương. Một số các nhóm vật thể chắn ánh sáng từ tâm Ngân Hà nằm dọc trên đường bay của New Horizons, cho phép tàu này có thể phát hiện ra chúng. 2011 HM102, thiên thể Troia của Sao Hải Vương có độ nghiêng quỹ đạo lớn nhất, chỉ vừa đủ sáng để cho New Horizons có thể quan sát nó trong cuối năm 2013 tại khoảng cách 1,2 AU. Tuy nhiên, New Horizons có thể không có đủ băng thông cho tín hiệu truyền về, vì vậy nó đã được quyết định ưu tiên cho việc chuẩn bị bay ngang qua Sao Diêm Vương.

## Động lực học và nguồn gốc
Các quỹ đạo của các thiên thể Troia của Sao Hải Vương là rất ổn định. Sao Hải Vương có thể đã bẫy tới 50% các vật thể nhỏ thời kỳ hậu di trú, tại các điểm Troia của nó, trong quãng thời gian đã qua của Hệ Mặt Trời. L5 của Hải Vương Tinh có thể lưu trữ các thiên thể Troia ổn định tương tự như L4 của nó. Các thiên thể Troia của Sao Hải Vương có thể dao động quanh điểm Lagrange với biên độ lớn, có thể đạt đến góc 30° tính từ điểm Lagrange tương ứng, với chu kỳ dao động cỡ 10000 năm.
Các thiên thể Troia có độ nghiêng cao bất ngờ là chìa khóa để tìm hiểu nguồn gốc và sự tiến hóa của cả nhóm thiên thể này. Sự tồn tại của thiên thể Troia với độ nghiêng cao cho thấy nguồn gốc hình thành nên chúng. Mặc dù đối tượng trans-Neptunian cộng hưởng được cho là đã bị bắt bằng cách quét cộng hưởng trong quá trình di trú hành tinh, quá trình này sẽ gây ra sự thất thoát của thiên thể Troia của Sao Hải Vương. Di trú hành tinh thường xuyên sẽ dẫn đến sự cạn kiệt của các hồ chứa thiên thể Troia liên quan. Các số lượng tương đương ước tính của thiên thể Troia L5 và L4 lớn chỉ ra rằng không có lực cản khí trong quá trình quay và các điểm đến một cơ chế chụp chung cho thiên thể Troia L4 và L5, số lượng ban đầu của thiên thể Troia có thể chứa nhiều đối tượng trên quỹ đạo động không ổn định, và số lượng thiên thể Troia hiện nay tiếp tục đóng góp thêm. Mặt khác, một thiên thể Troia trên một quỹ đạo ổn định không cần phải là nguyên thủy.
Mặc dù Neptune hiện không thể nắm bắt được một cách hiệu quả các thiên thể Troia, ngay cả trong thời gian ngắn, chụp của centaur vào quỹ đạo thiên thể Troia của Sao Hải Vương không ổn định dự kiến sẽ xảy ra với một mức độ nào. Một nghiên cứu mô phỏng kết luận rằng tại bất kỳ thời điểm nào, 2,8% của centaur trong dân số nằm rải rác trong vòng 34 AU sẽ là Neptune đồng quỹ đạo; trong số này, nó đã được dự đoán rằng 54% sẽ có trong quỹ đạo hình móng ngựa, 10% sẽ được bán vệ tinh, và 36% sẽ là thiên thể Troia (chia đều giữa các nhóm L4 và L5).

## Màu sắc
Bốn thiên thể Troia của Sao Hải Vương được phát hiện đầu tiên có màu sắc tương tự nhau. Chúng có màu hơi đỏ hơn các đối tượng vành đai màu xám Kuiper, nhưng không phải là vô cùng đỏ như cổ điển đối tượng vành đai Kuiper lạnh. Điều này cũng tương tự như màu sắc của thùy xanh của sự phân bố nhân mã màu, các thiên thể Troia của Sao Mộc, các vệ tinh bất thường của khí khổng lồ, và có thể là sao chổi, phù hợp với nguồn gốc tương tự của các quần thể của các cơ quan hệ thống năng lượng mặt trời nhỏ.
Các thiên thể Troia của Sao Hải Vương quá mờ nhạt để quan sát hiệu quả quang phổ với công nghệ hiện tại, có nghĩa là một lượng lớn các tác phẩm bề mặt tương thích với các màu sắc quan sát.

## Các thành viên
Số lượng của các đối tượng cao độ nghiêng trong một mẫu nhỏ như vậy, trong đó tương đối ít hơn, độ nghiêng cao thiên thể Troia của Sao Hải Vương được biết đến do những thành kiến quan sát, nghĩa là độ nghiêng cao của thiên thể Troia có thể đông hơn đáng kể so với độ nghiêng thấp. Tỷ lệ cao đến độ nghiêng thấp thiên thể Troia của Sao Hải Vương được ước tính là khoảng 4: 1. giả sử là 0,05, có một dự kiến 400 + 250 -200 thiên thể Troia của Sao Hải Vương với bán kính trên 40 km trong L4 của sao Hải Vương. Điều này sẽ chỉ ra rằng thiên thể Troia của Sao Hải Vương lớn dồi dào hơn 5-20 lần so với thiên thể Troia của Sao Mộc, tùy thuộc vào suất phản chiếu của chúng. Có thể có tương đối ít thiên thể Troia của Sao Hải Vương nhỏ, mà có thể là vì những mảnh dễ dàng hơn. Thiên thể Troia L5 lớn được ước tính là phổ biến như thiên thể Troia L4 lớn.
2001 QR322 và 2008 màn LC18 đáng kể sự bất ổn định động học. Điều này có nghĩa là họ có thể đã bị bắt sau khi di cư hành tinh, nhưng có thể cũng là một thành viên lâu dài điều đó xảy ra không phải để được hoàn toàn tự động ổn định.
Tính đến tháng 4 năm 2015, mười ba thiên thể Troia của Sao Hải Vương được biết đến, trong đó chín quỹ đạo gần điểm Lagrangian Sun-Neptune L4 60 ° trước Neptune, ba quỹ đạo gần khu vực L5 Neptune 60 ° đằng sau Neptune, và một quỹ đạo ở phía đối diện Sao Hải Vương (L3) nhưng thường xuyên thay đổi vị trí tương đối với Neptune L4 và L5. Chúng được liệt kê trong bảng sau. Nó được xây dựng từ danh sách các thiên thể Troia của Sao Hải Vương duy trì bởi Planet Center Tiểu IAU và có đường kính từ Sheppard và Trujillo của giấy trên 2008 LC18, trừ khi có ghi chú khác. 
2005 TN74 [16] và (309.239) 2007 RW10 [17] được cho là thiên thể Troia của Sao Hải Vương tại thời điểm phát hiện của họ, nhưng quan sát thêm đã disconfirmed thành viên của họ. 2005 TN74 hiện được cho là một trong 3:. Cộng hưởng 5 với Neptune (309.239) 2007 RW10 hiện tại đang theo một vòng bán vệ tinh xung quanh Neptune.otherwise.